# دیوید دابلیو. زوکر
دیوید دابلیو. زوکر (انگلیسی: David W. Zucker) تهیه‌کننده تلویزیونی و مدیر اجرایی تولید اهل ایالات متحده آمریکا است.
از فیلم‌ها یا مجموعه‌های تلویزیونی که وی در آن‌ها نقش داشته‌است، می‌توان به  قاضی ایمی، شرکت، کلوندایک، هیلو، مرگ مغزی، ساکن برج بلند، ترس، ۳۰۰۱: ادیسه نهایی، بزرگ‌شده توسط گرگ‌ها، همسر خوب و کشمکش خوب اشاره نمود.